# 쿠보즈카 요스케
쿠보즈카 요스케(窪塚洋介, 1979년 5월 7일 ~ )는 일본의 배우이자 가수이다. 가나가와현 요코스카시 출신이며, 가나가와 현립 요코스가 고등학교를 졸업했다. 소속사는 모노폴라이즈이다.
만지 라인 (卍LINE)이란 이름으로 디스크 자키 활동을 하고 있으며, 구스이 (空水)란 이름으로 뮤직 비디오 감독을 하고 있다.

## 내력
실제 닛산자동차 연구소의 부사장까지 연임했던 아버지 아래 태어났으며 가족은 3형제 중 첫째이고 명문 요코스카 고등학교를 졸업하였다. 동생인 구보즈카 슌스케도 영화 배우이며 막내 동생인 구보즈카 료스케도 2007년 레게 음악제에서 우승하여 Rueed라는 레게 뮤지션으로 현재까지 활동하고 있다.
어머니의 지인의 도움으로 연예인 사무소에 들어가 배우로서 1995년 TV드라마 《긴다이치 소년의 사건부》(한국명:소년탐정 김전일)로 데뷔하였고, 몇몇 단역을 거쳤으며, TV드라마에서 서서히 두각을 나타내기 시작한 것은 2000년 TBS에서 제작한 I.W.G.P라는 드라마의 깡패조직 G-boys의 킹구(King)로 출연한 이후인데 이후 10년이 지난 지금까지도 그의 캐릭터는 전 세계 많은 팬들에게 회자 되고 있다. 영화 쪽에서는 재일 한국인 작가 가네시로 가즈키의 동명 소설을 원작으로 한 재일 한국인 소년의 연애담을 다룬 영화 《고》로 일약 스타덤에 올랐으며 그 밖에도 《PINGPONG》, 《Laundry》, 《흉기의 사쿠라》 등으로 연기력을 인정 받아 유명세를 이어간다.
2003년 레게 댄서와 결혼하여 슬하에 일남을 두고 있다. 2004년 요코스카 자택 맨션 9층에서 추락 사고를 당했으나, 팬스에 걸린 후에 잔디밭에 추락하여 다행히 생명에는 지장이 없었다. 사고 후 연기자로서 뿐만 아니라 卍LINE(만지라인)이라는 아티스트명으로 레게 가수로도 음반들을 내고 활발히 활동하고 있다. 연기 복귀작으로 2005년에 후쿠사쿠 켄타 감독의 《같은 달을 보고 있다(Under The Same Moon)》에서 홍콩 배우 진관희(Edison Chen Koon Hei)와의 공동 주연, 2006년에 대만의 Mi-Sen Wu이 감독을 맡은 타이완-일본 합작 영화 《Amour Legende》의 주연 캐스팅으로 당시 화제가 되었다. 그 이후 조연 작품으로는 2007년 5월에 개봉한 이시하라 신타로 각본의 《나는 너를 위해 죽으러 간다》, 2008년 아야세 하루카가 주연한 《ICHI》, 《환상의 야마다이국》, 2009년 《판도라의 상자》, 2010년《도쿄지마》, 《지나가는 거리》등이 있다.

## 작품

### 드라마
- 1995년 《긴다이치 소년의 사건부》
- 1996년 《어린 시절》
- 1998년 《반항하지마》
- 1999년 《천국에서 가장 가까운 남자》
- 1999년 《립스틱》
- 2000년 《중매결혼》
- 2000년 《이케부쿠로 웨스트 게이트 파크》
- 2001년 《Strawberry On the Shortcake》
- 2001년 《다시 한번 키스》
- 2002년 《롱 러브레터~표류교실》
- 2019년 《기리하지》

### 영화
- 토미에 리플레이[깨진 링크(과거 내용 찾기)] (2000년)
- 물에 빠진 물고기[깨진 링크(과거 내용 찾기)] (2001년)
- 영화GO (2001년)
- Laundry[깨진 링크(과거 내용 찾기)] (2001년)
- PINGPONG[깨진 링크(과거 내용 찾기)] (2002년)
- 불길한 벚꽃[깨진 링크(과거 내용 찾기)] (2002년)
- 마계환생[깨진 링크(과거 내용 찾기)] (2003년)
- 같은 달을 보고 있다[깨진 링크(과거 내용 찾기)] (2005년)
- Amour-Legende,松鼠自殺事件[깨진 링크(과거 내용 찾기)] (2006년)
- 나는 너를 위해 죽으러 간다[깨진 링크(과거 내용 찾기)] (2007년)
- ICHI[깨진 링크(과거 내용 찾기)] (2008년)
- 환상의 야마다이국[깨진 링크(과거 내용 찾기)] (2008년)
- 판도라의 상자[깨진 링크(과거 내용 찾기)] (2009년)
- 도쿄지마[깨진 링크(과거 내용 찾기)] (2010년)
- 지나가는 거리[깨진 링크(과거 내용 찾기)] (2010년)
- 2012년 《두더지》